# Garry Bell
Garry David Bell (* 11. November 1952 in Hamilton (Neuseeland)) ist ein ehemaliger neuseeländischer Radrennfahrer.

## Sportliche Laufbahn
Bell (auch Gary Bell) war Straßenradsportler. Er war Teilnehmer der Olympischen Sommerspiele 1976 in Montreal. Im olympischen Straßenrennen kam er auf den 15. Platz und war damit bester Fahrer Neuseelands.
Von 1973 bis 1980 war er Mitglied der Nationalmannschaft. Bei den Commonwealth Games 1978 gewann er die Bronzemedaille im Straßenrennen. Mehrfach startete er bei den UCI-Straßen-Weltmeisterschaften.
1975 siegte er im Etappenrennen Dulux Tour vor Stephen Cox.

## Berufliches
Bell war mehrere Jahre Nationaltrainer der neuseeländischen Straßenfahrer.